# Мільохін Михайло Михайлович
Михайло Михайлович Мільохін (рос. Михаил Михайлович Милёхин; 2 листопада 1988, м. Челябінськ, СРСР) — російський хокеїст, правий нападник. 
Вихованець хокейної школи «Кристал» (Саратов). Виступав за: ЦСКА (Москва), «Нафтовик» (Леніногорськ), «Крила Рад» (Москва), «Хімік» (Воскресенськ), ХК «Рязань», ХК ВМФ (Санкт-Петербург), ХК «Саров», «Динамо» (Балашиха), «Рубін» (Тюмень), «Торпедо» (Усть-Каменогорськ).
У складі молодіжної збірної Росії учасник чемпіонату світу 2008.
Досягнення
- Бронзовий призер молодіжного чемпіонату світу (2008).